# Ulica Zielona w Łodzi
Ulica Zielona w Łodzi – łódzka ulica mająca niespełna 2 kilometry długości, biegnie od ul. Piotrkowskiej do ul. Legionów.

## Historia
W 1821 roku Rajmund Rembieliński – Prezes Komisji Województwa Mazowieckiego – rozpoczął działania zmierzające do regulacji (utworzenia) osady fabrycznej. Nowa osada, nazwana Nowym Miastem, powstała w latach 1821–1823 i znajdowała się na południe od „starej” wiejskiej Łodzi, czyli gruntów Starego Miasta. W 1823 roku podjęto decyzję o powiększeniu obszaru przeznaczonego pod zakłady rękodzielnicze. W związku z tym w latach 1824–1828 na południe od Nowego Miasta (na terenach miejskich oraz rządowych) utworzono kolejną osadę przemysłową, przeznaczoną pod osiedlenie przede wszystkim tkaczy lnu i bawełny, którą nazwano Łódka. Wraz z parcelacją gruntów i regulacją ulicy Piotrkowskiej wyznaczono siedem jej przecznic. Jedną z wówczas wyznaczonych została ulica Zielona, choć jej pierwsza nazwa to ulica Dzielna (nazwy przecznic były jednakowe po wschodniej i zachodniej stronie ulicy Piotrkowskiej).
Po 1864 roku ulica nazwana została Zieloną. W 1934 roku nazwę zmieniono na Legionów. W czasie II wojny światowej zmieniono nazwę ulicy na Schlageterstrasse, a po wojnie powrócono do nazwy ulica Zielona.
Ulica zaznaczona jest na planie Oskara Flatta.

## Budowa
Na całej długości ulicy znajdują się tory tramwajowe. Ulica na odcinku od ul. 28 Pułku Strzelców Kaniowskich do ul. Legionów posiada dwie jezdnie.

## Ważniejsze obiekty
- Kamienica Aarona Konigsberga (nr 5/7)
- Kamienica Judy Salomonowicza (nr 25 – na rogu z ul. Gdańską)